# Argenta Classic-2 Districtenpijl
L'Argenta Classic-2 Districtenpijl (Flèche des 2 Districts en néerlandais) est une course cycliste sur route féminine, en Belgique. Elle a lieu depuis 2022, où elle est classée par l'UCI en 1.1.
La course d'un jour a lieu pour la première fois en 2022 après que l'événement prévu pour 2021 ait dû être annulé en raison de la pandémie de covid-19. Le parcours s'effectue sur un circuit urbain à travers Anvers et relie les quartiers d'Ekeren et de Deurne.
Une course masculine a également eu lieu en 2022, remportée par Coen Vermeltfoort.

## Palmarès
| Année | Vainqueur     | Deuxième        | Troisième      |
| ----- | ------------- | --------------- | -------------- |
| 2022  | Daria Pikulik | Marthe Truyen   | Nathalie Bex   |
| 2023  | Lieke Nooijen | Julie Hendrickx | Millie Couzens |
| 2024  | Daria Pikulik | Scarlett Souren | Flora Perkins  |
| 2025  |               |                 |                |